# Білошиці
Білошиці  (pl. Białoszyce) — село в Україні, в Ушомирській сільській територіальній громаді Коростенського району Житомирської області. Населення становить 638 осіб.
З радянського часу і до 2016 року — с. Щорсівка.

## Географія
Селом протікає річка Славута, права притока Ужу.

## Історія
Перша писемна згадка — 1570 р. як володіння шляхтичів Білошицьких[джерело?].
На карті боліт Полісся Даніеля Цвікера 1650 року, де позначено розповсюдження кошенілі, має позначки як місце збору червця і як містечко давнє християнське з фортецею, з назвою Bialoszyce.
За «Словником географічним Королівства Польського та інших країв слов'янських», 1880 року в селі 226 дворів 1513 мешканців, дерев'яна церква з 1776 року і школа. Про село сказано: «Це поселення дрібної шляхти, гніздо Білошицьких». В 1579 році тут було 10 «домів боярських („Заушани“)».
У 1906 році село Іскоростської волості Овруцького повіту Волинської губернії. Відстань від повітового міста 47 верст, від волості 6. Дворів 258, мешканців 1490.
7 листопада 1921 року під час Листопадового рейду через Вигів проходив відділ Леоніда Ступницького Волинської групи (командувач — Юрій Тютюнник) Повстанської армії УНР.
19 травня 2016 року селу повернули його історичну назву.
До 4 грудня 2018 року — адміністративний центр Білошицівської сільської ради Коростенського району Житомирської області.

## Населення

### Мова
Розподіл населення за рідною мовою за даними перепису 2001 року:
| Мова       | Кількість | Відсоток |
| ---------- | --------- | -------- |
| українська | 633       | 99.22%   |
| російська  | 4         | 0.63%    |
| білоруська | 1         | 0.15%    |
| Усього     | 638       | 100%     |

## Галерея

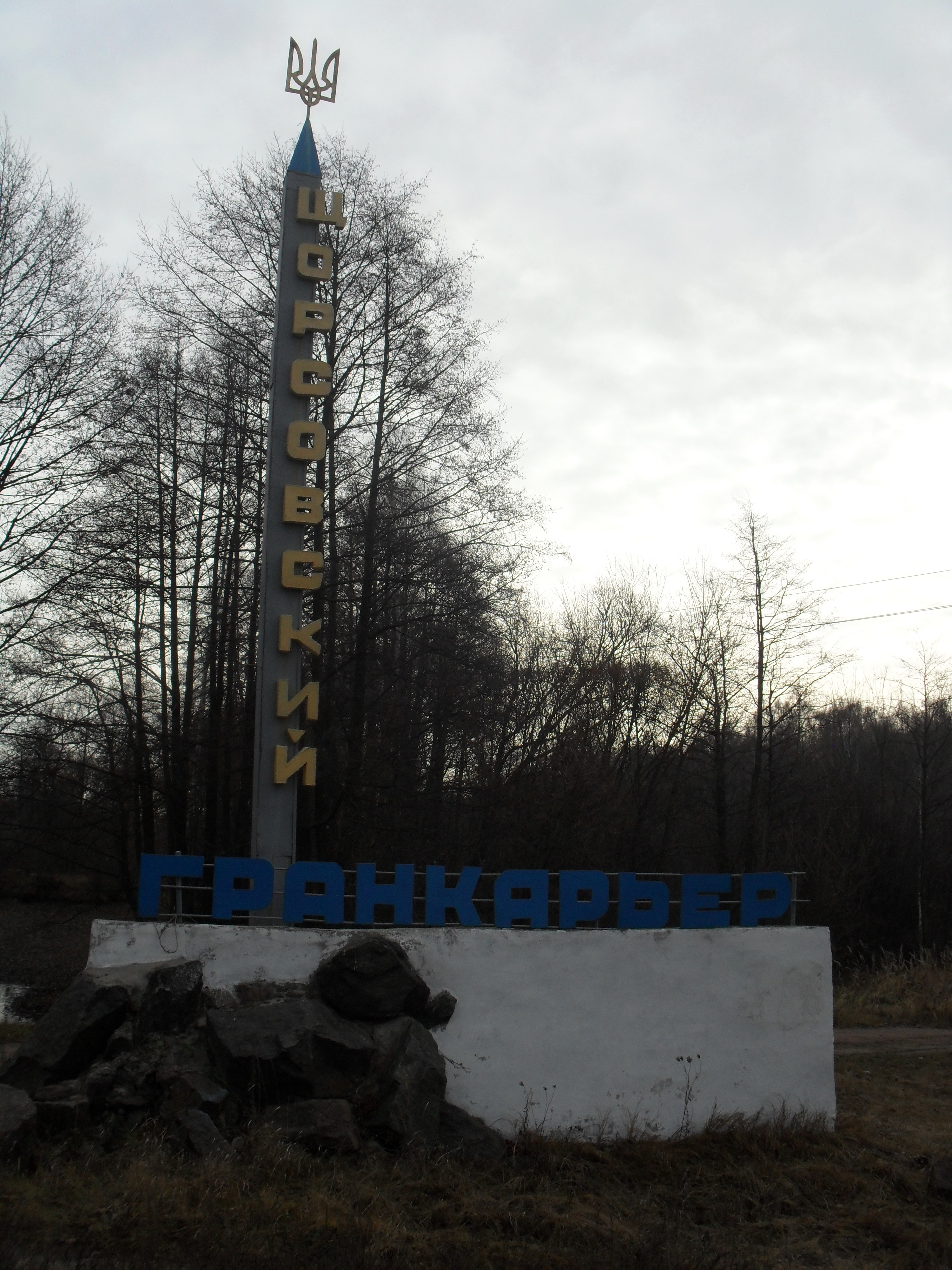
При в'їзді до села
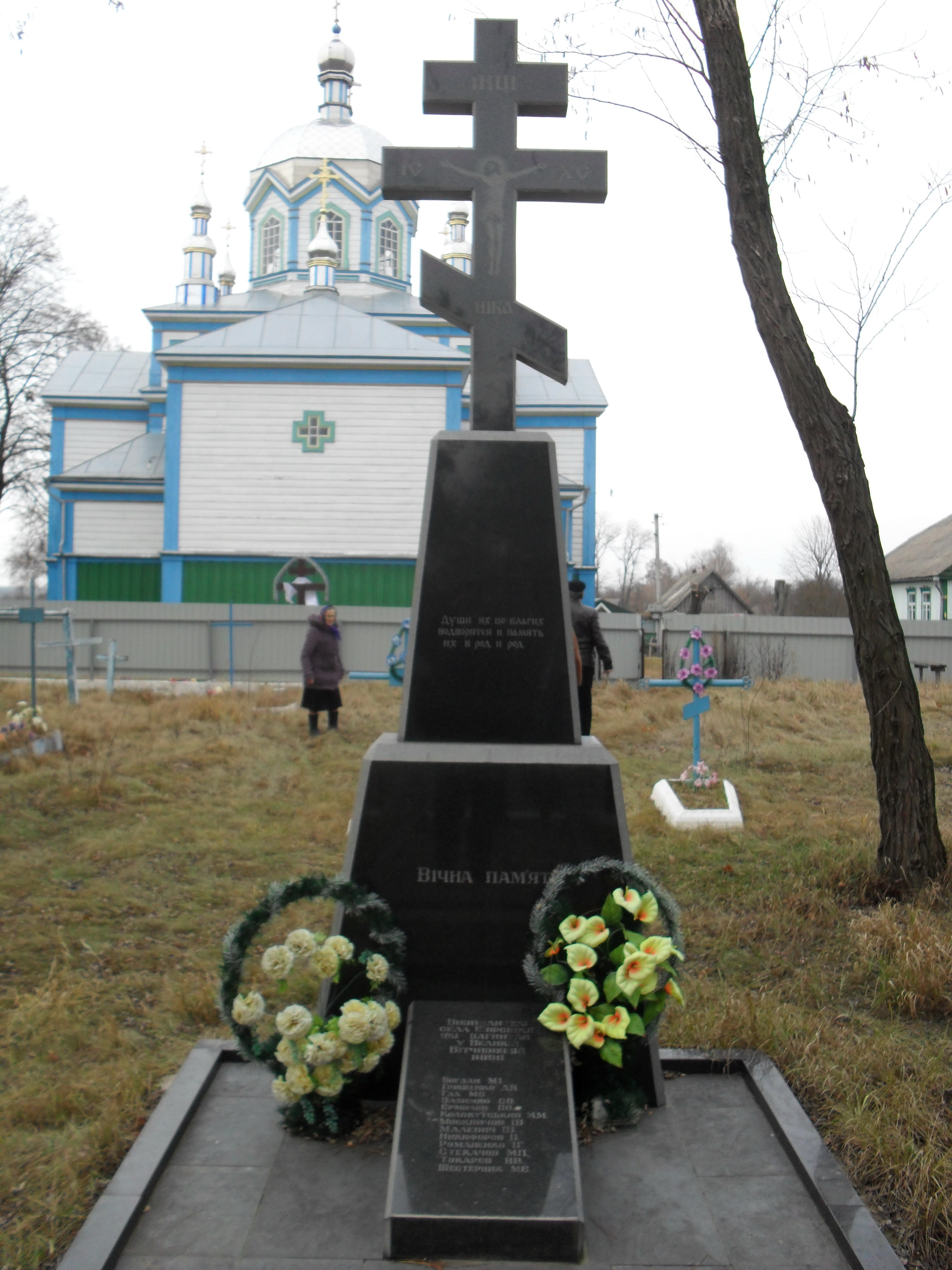
Пам'ятник загиблим в роки війни
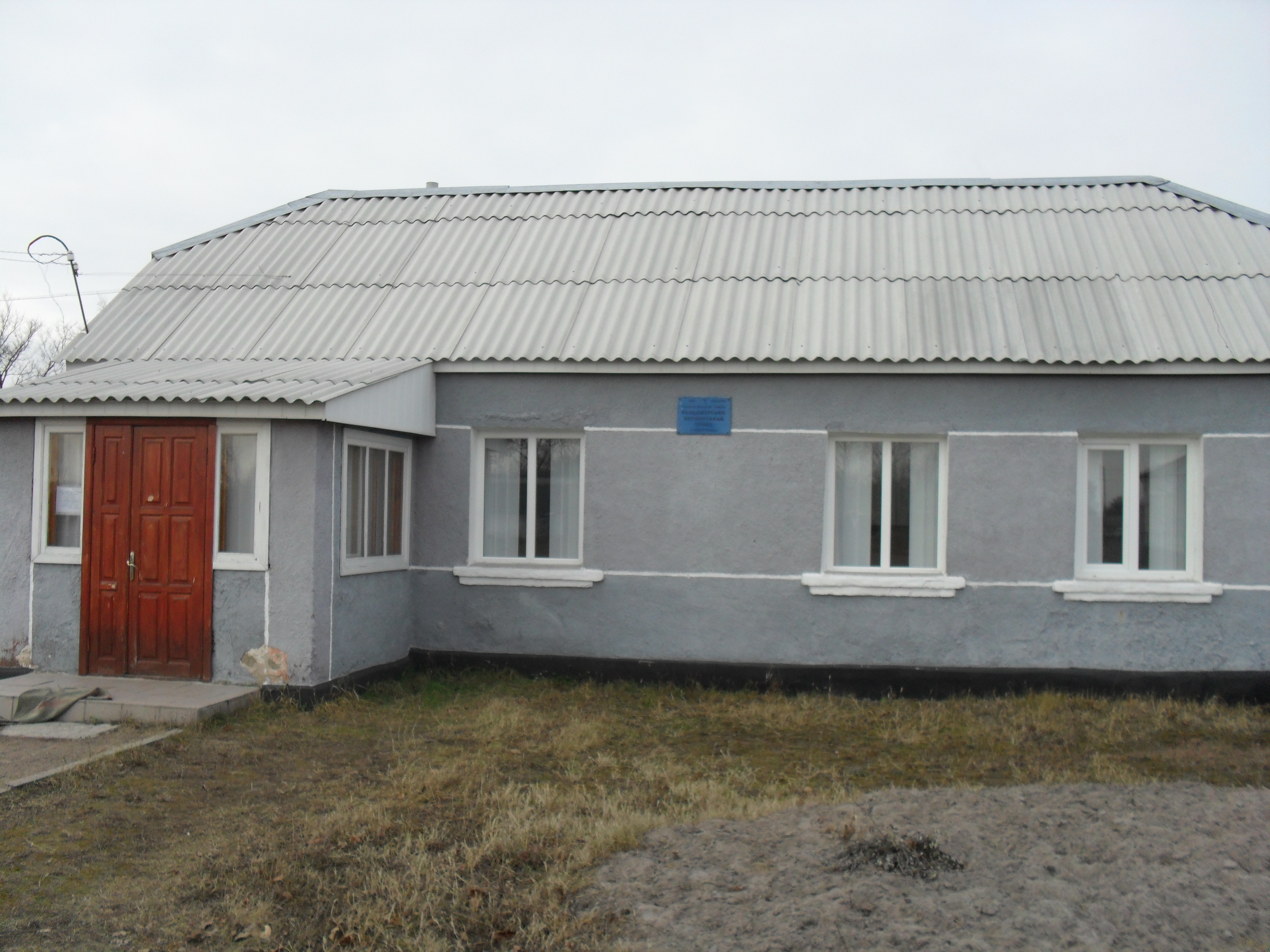
Фельдшерсько-акушерський пункт
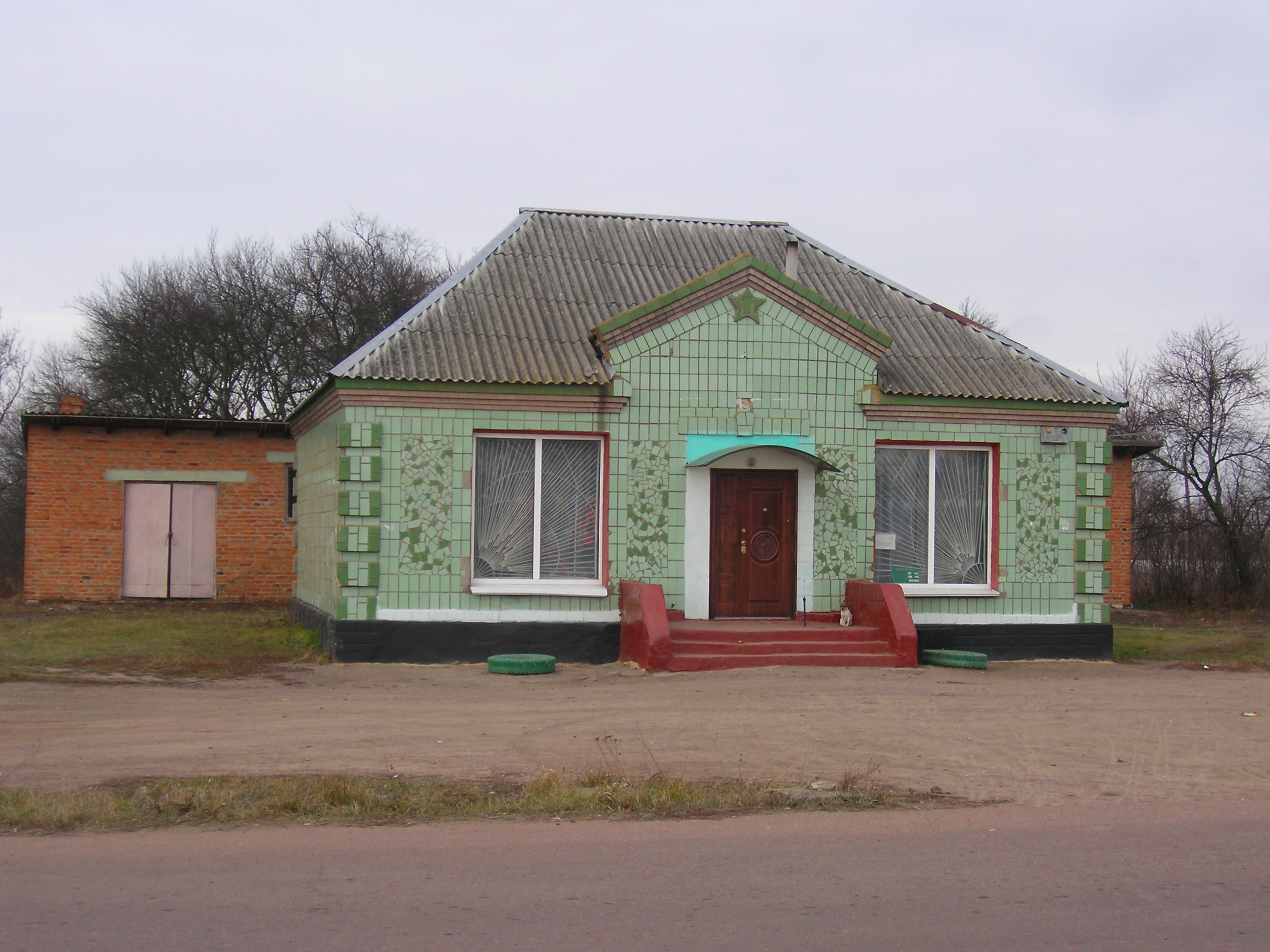
Магазин
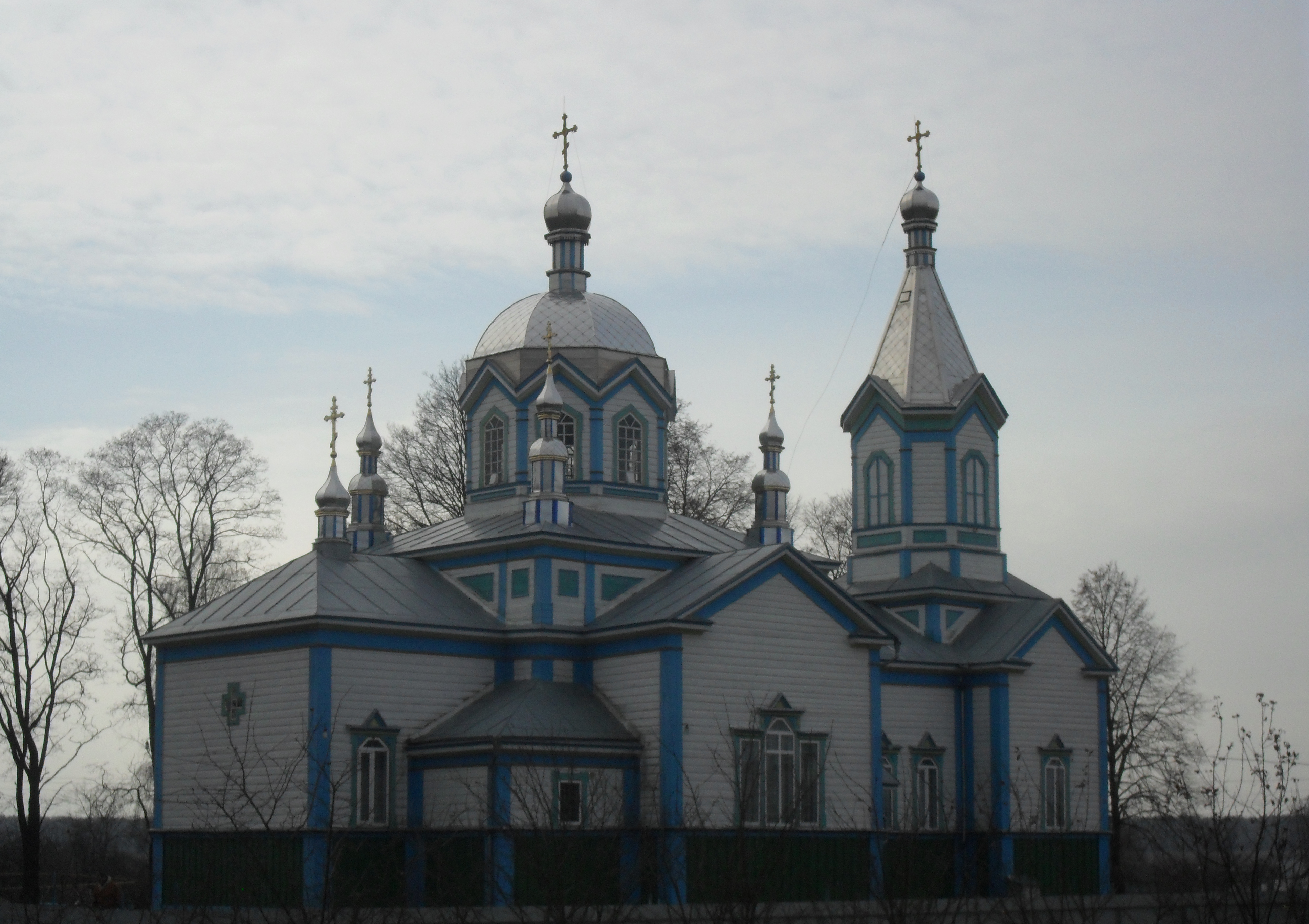
Церква Св. Великомученика Дмитра
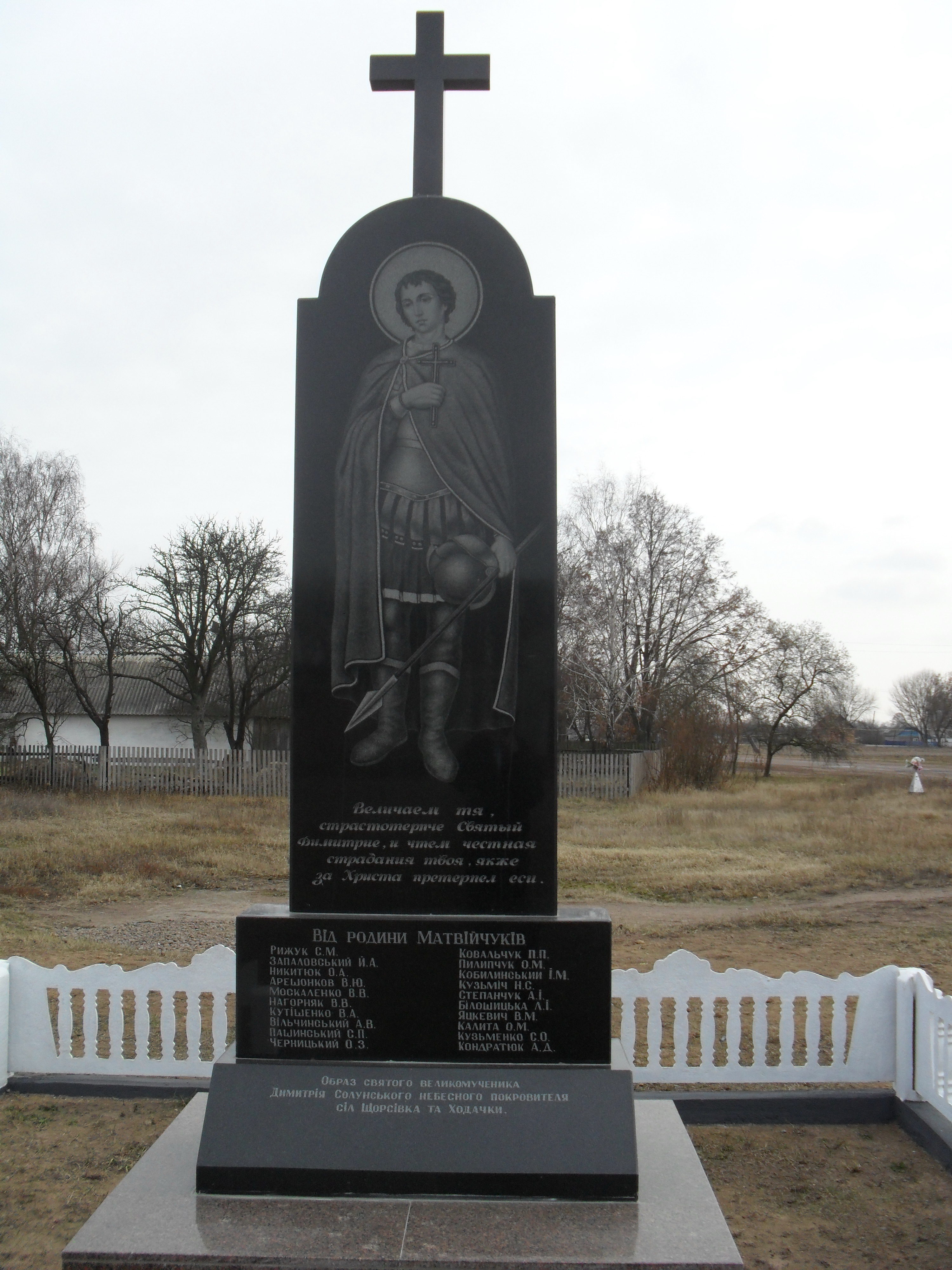
Образ Святого Великомученика Дмитрія Солунського покровителя сіл Білошиці та Ходачки
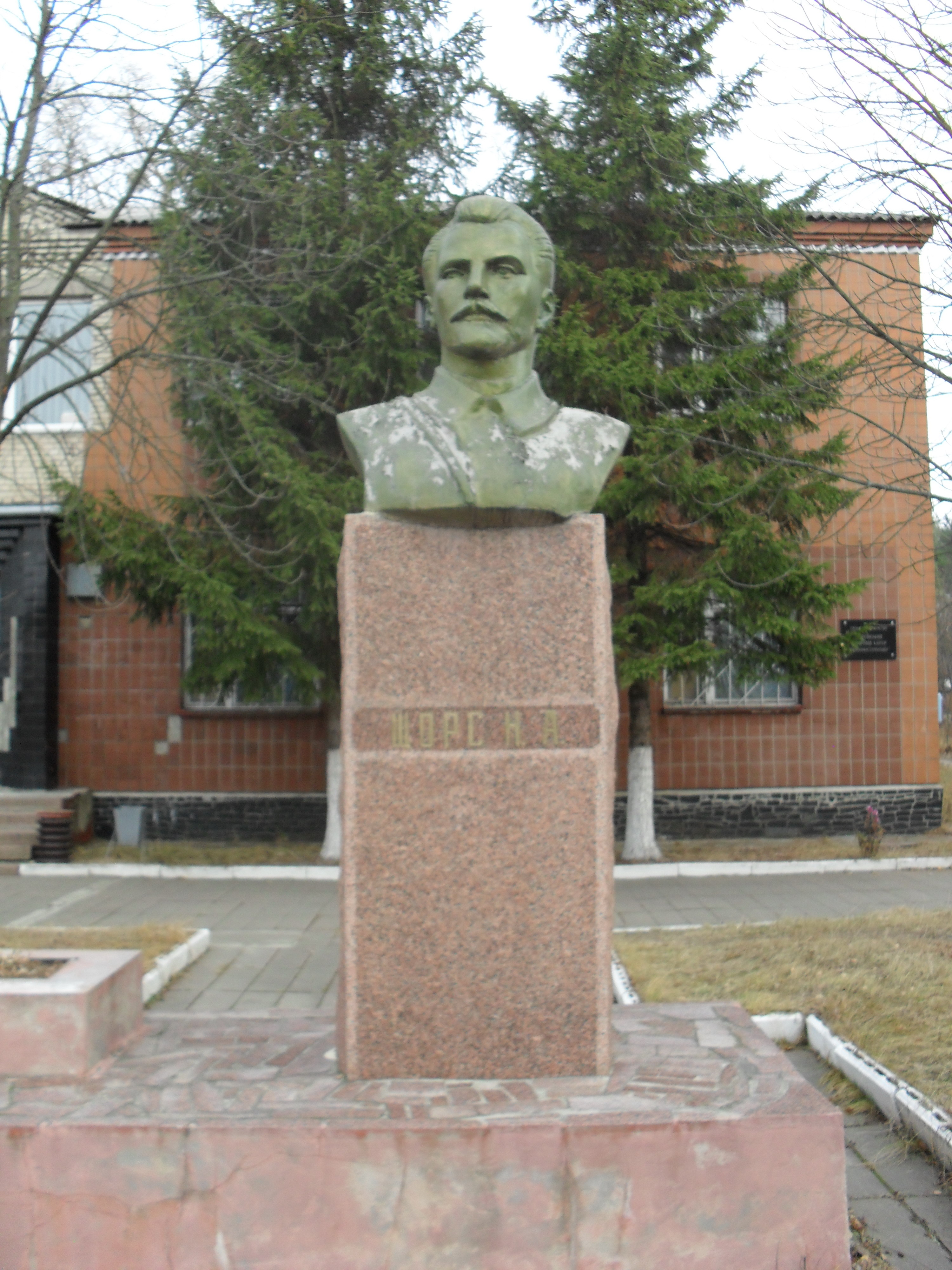
Бюст М.О. Щорсу на початку села Білошиці (демонтовано)
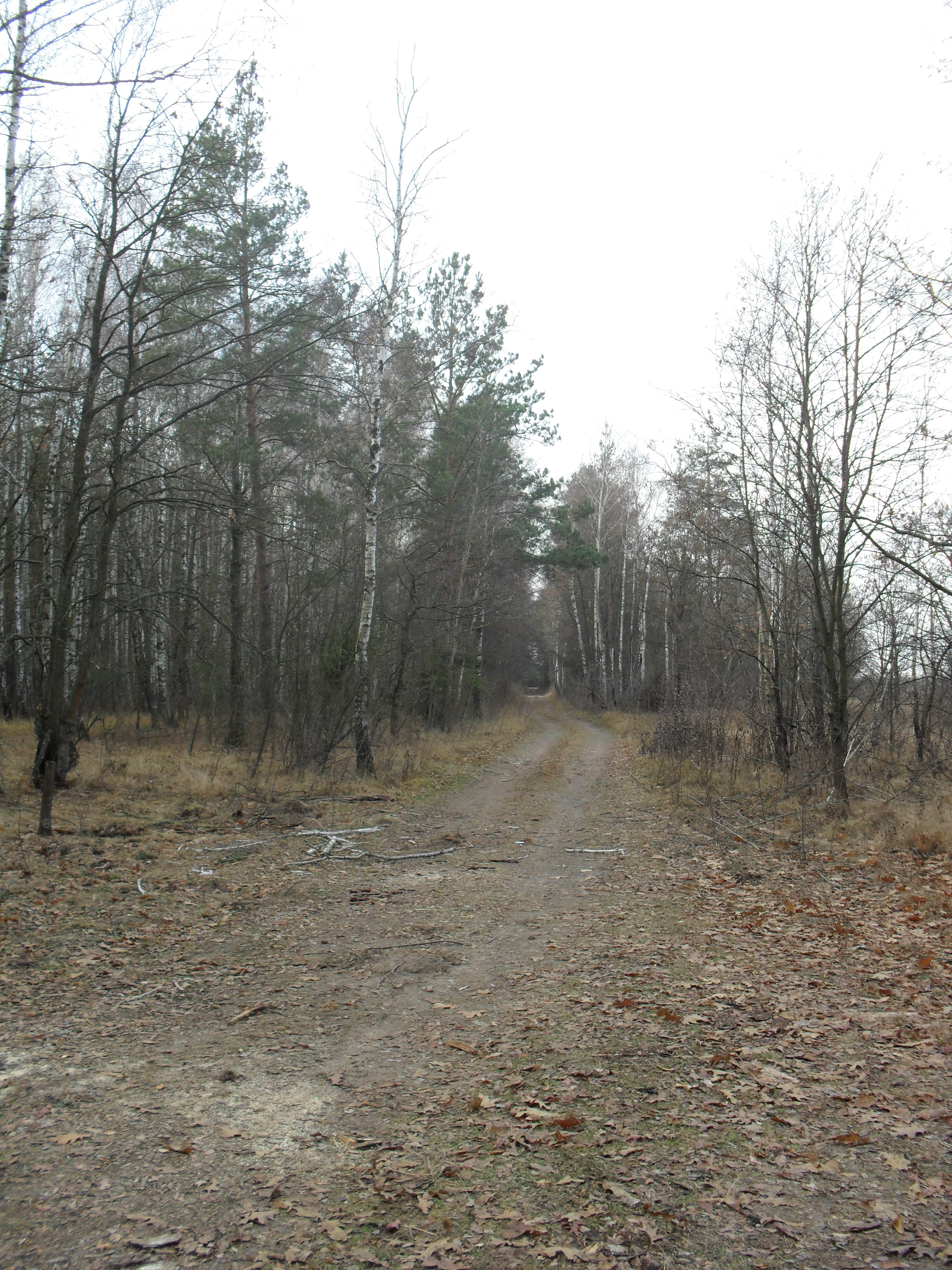
Ліс поблизу колишнього монумента Щорсу
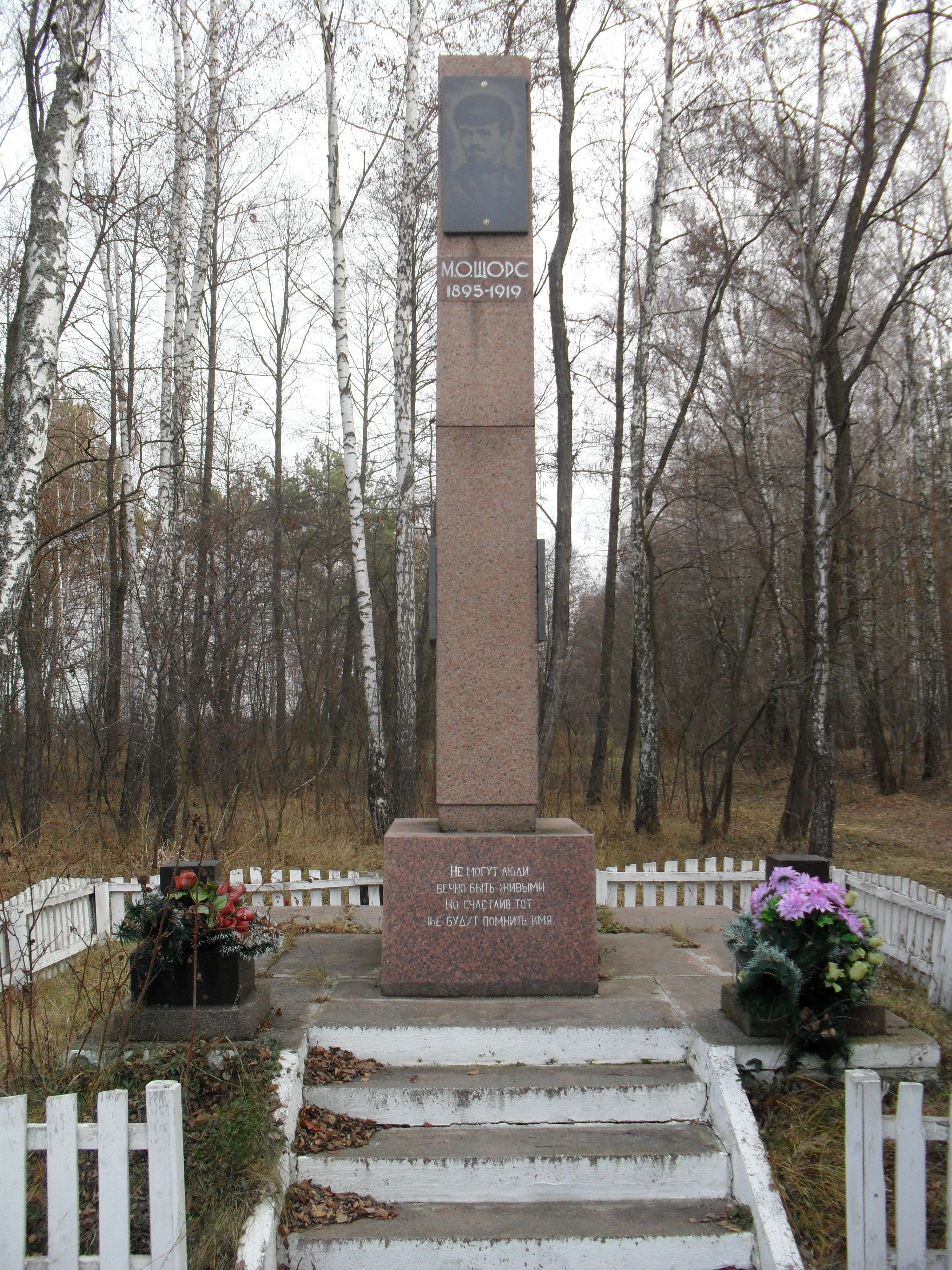
Монумент на місці загибелі М.О. Щорса (демонтовано)
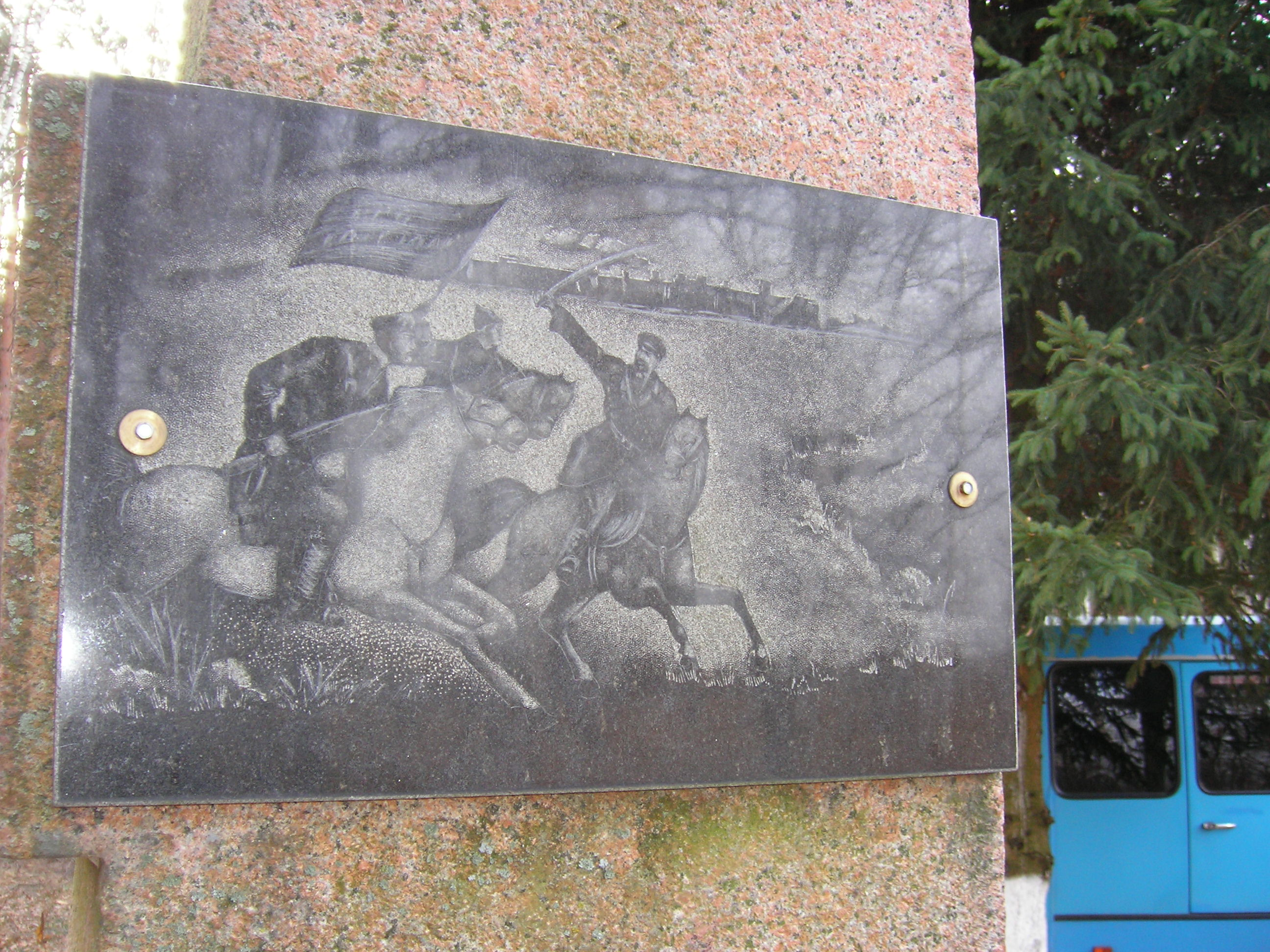
Малюнок на гранітній плиті на монументі, встановленому на місці загибелі М. Щорса (демонтовано)
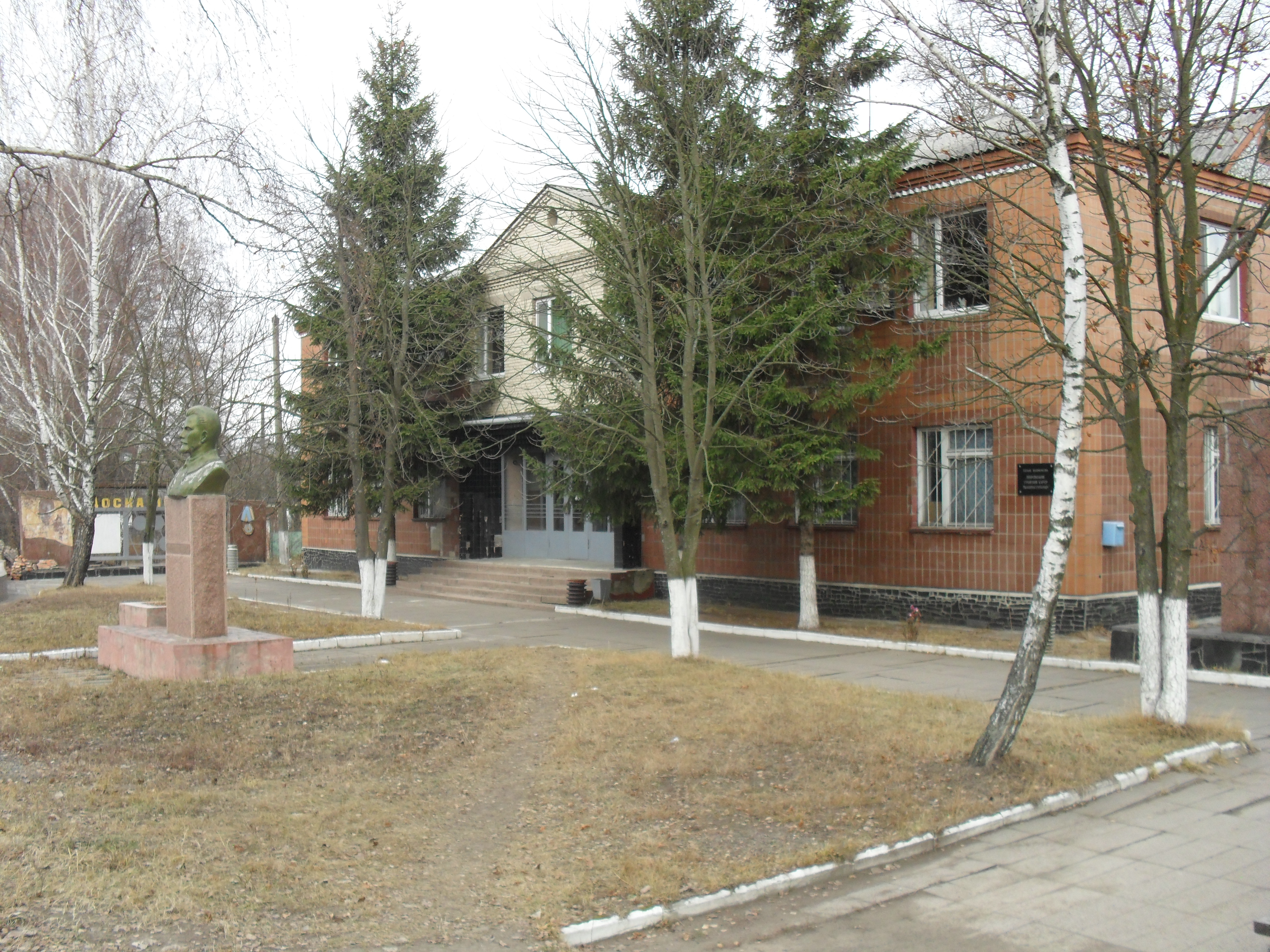
СП "Северянський гранітний кар'єр Укооппостачмашу"

.